# Philippe Monfils
Philippe Monfils (Luik, 4 januari 1939) is een Belgisch politicus voor de Mouvement Réformateur en voormalig minister.

## Levensloop
Als doctor in de rechten aan de Universiteit van Luik was hij er van 1962 tot 1968 assistent van professor Administratief Recht François Perin. Vervolgens was hij van 1968 tot 1972 kabinetschef van de minister van Franstalige Cultuur, PSC-politicus Albert Parisis. In 1972 werd hij juridisch ambtenaar bij de Cultuurraad voor de Franse Cultuurgemeenschap en van 1974 tot 1976 was hij kabinetschef van François Perin, toenmalig minister van Institutionele Hervormingen. Na het ontslag van Perin was hij van 1976 tot 1977 kabinetschef van staatssecretaris Jean Gol.
In dezelfde periode werd Monfils politiek actief voor het Rassemblement Wallon en in 1975 werd hij op de studiedienst van de partij verantwoordelijk voor de commissie van Institutionele en Juridische Problemen. In december 1976 volgde hij François Perin en Jean Gol naar de PRLW. In oktober 1976 werd Monfils voor RW verkozen tot gemeenteraadslid van Luik, maar hij nam het mandaat niet op ten voordele van eerste opvolger Michel Foret. Van 1977 tot 1981 was hij voor de PRLW en daarna de PRL provincieraadslid van Luik.
Van 1977 tot 1980 was Monfils juridisch raadgever van de Mediatheek van de Franse Gemeenschap. Daarna was hij in 1980 enkele maanden kabinetschef van staatssecretaris Albert Demuyter en van 1980 tot 1981 was hij kabinetschef van PRL-voorzitter Jean Gol. Ook werd hij in 1978 lid van het politiek bureau van de PRL.
Van 1981 tot 1985 zetelde hij voor het arrondissement Luik in de Kamer van volksvertegenwoordigers. Daarna was Monfils van 1985 tot 1995 rechtstreeks gekozen senator in de Belgische Senaat. Hierdoor zetelde hij automatisch ook in de Waalse Gewestraad en de Franse Gemeenschapsraad. Van 1989 tot 1995 was hij PRL-fractievoorzitter in de Franse Gemeenschapsraad. Bovendien was hij van 1981 tot 1985 minister van Sociale Aangelegenheden, Vorming en Toerisme in de Franse Gemeenschapsregering, waarna Monfils van 1985 tot 1988 minister-president van de Franse Gemeenschap was. Daarnaast was hij van 1983 tot 1995 en van 2001 tot 2006 gemeenteraadslid van Luik.
Van juli tot oktober 1995 was Monfils lid van het Waals Parlement en het Parlement van de Franse Gemeenschap. Ook werd hij als gemeenschapssenator naar de hervormde Senaat gestuurd. Zowel in het Parlement van de Franse Gemeenschap als in de Senaat was hij PRL-FDF-fractievoorzitter. Na het plotse overlijden van Jean Gol werd Monfils in oktober 1995 lid van het Europees Parlement.
In juni 1999 keerde hij terug naar de nationale politiek. Van 1999 tot 2003 zetelde hij als rechtstreeks gekozen senator in de Senaat en werd er tevens voorzitter van de PRL-FDF-MCC-fractie. Daarna zetelde hij van 2003 tot 2007 opnieuw in de Kamer en van 2007 tot 2010 werd hij opnieuw rechtstreeks gekozen senator in de Belgische Senaat. In 2010 kwam zijn parlementaire loopbaan ten einde.
Daarnaast was hij van 1988 tot 1995 en van 1999 tot 2003 plaatsvervangend afgevaardigde naar de Parlementaire Assemblee van de Raad van Europa en de Assemblee van de West-Europese Unie. Van deze assemblees was hij van 2003 tot 2010 ook effectief lid. Op 26 januari 2004 werd hij benoemd tot minister van Staat, op 5 juni 2007 kreeg hij het grootkruis in de Orde van Leopold II en op 6 juni 1999 werd hij benoemd tot grootofficier in de Leopoldsorde.